# Фрукт

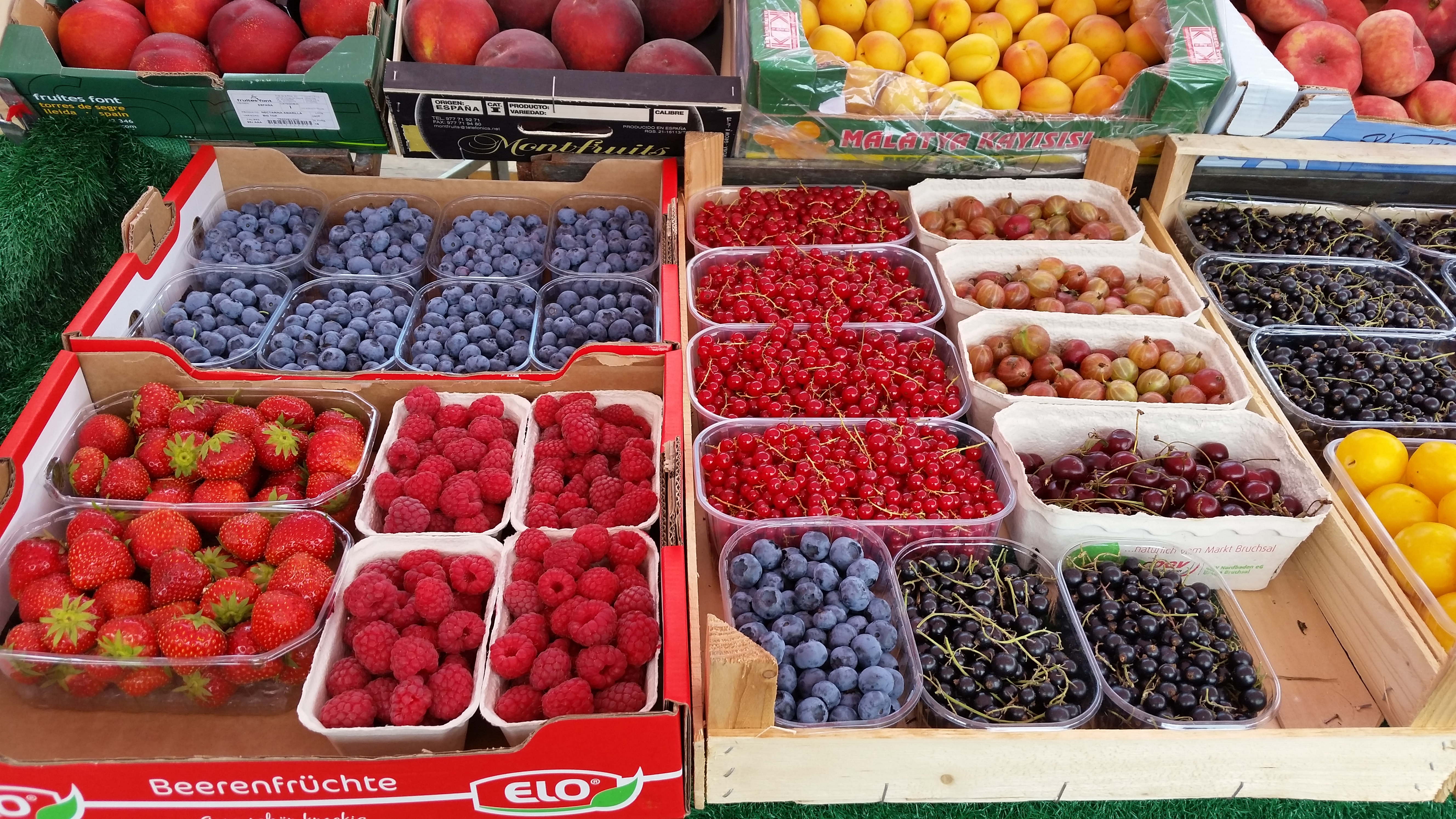
Фрукти

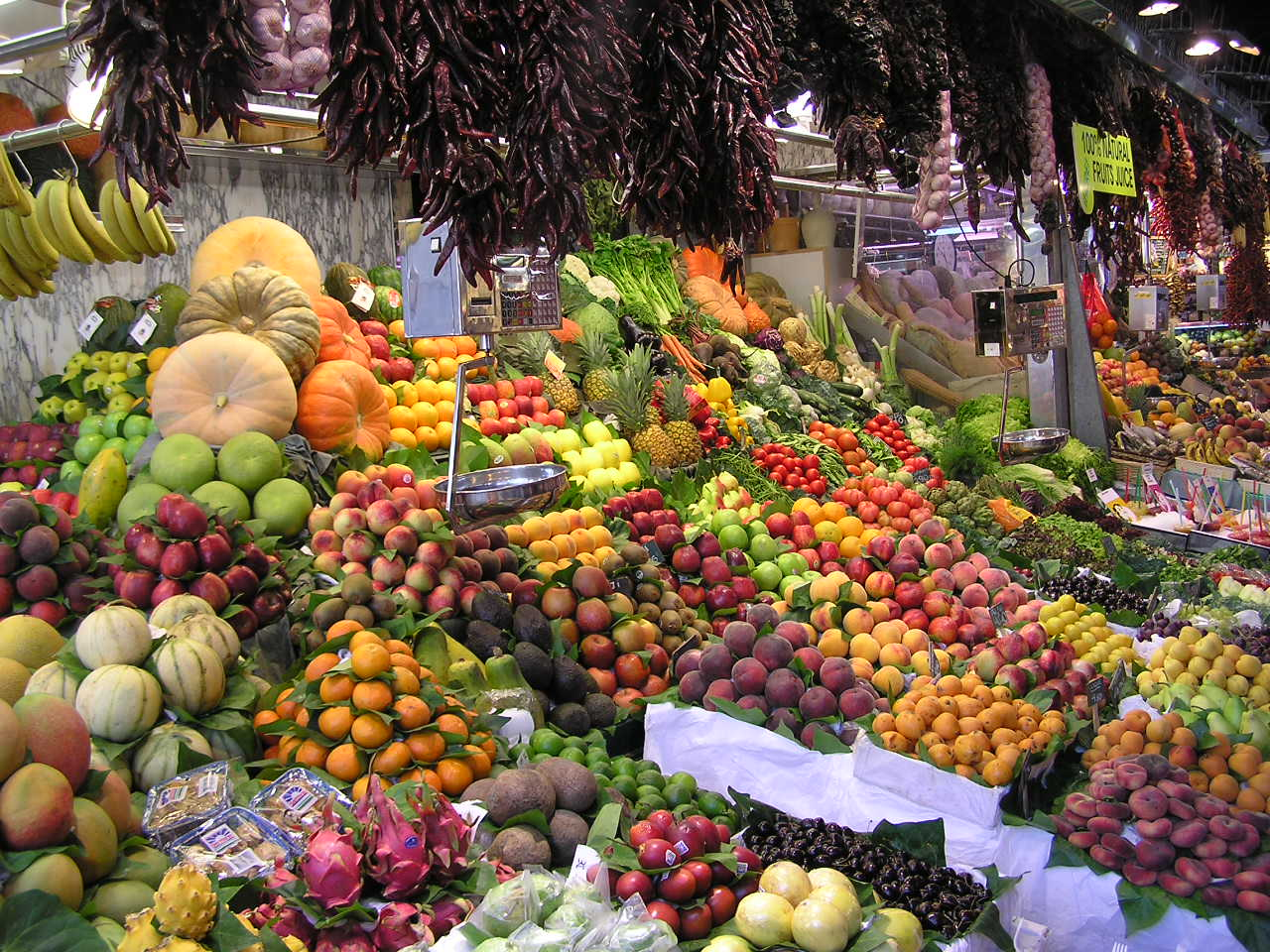
Фрукти на ринку в Барселоні, Іспанія

Фрукт (лат. fructus — плід) або садовина́ — соковитий, зазвичай їстівний, плід дерева чи куща. Різновидом садовини є також деякі ягоди.
«Фруктом» зазвичай називають будь-який плід, що складається із м'якуша та насіння, який утворився із зав'язі квітки. Натомість «овочі» — частини трав'янистих рослин — листя, коріння та стеблина. Раніше в українській мові словом «овочі» називали саме фрукти (садовину́), овочі називали «горо́диною».
На думку ботаніків, всі плоди з насінням — це фрукти. Їх можна поділити на три види:
- Плоди з соковитим м'якушем із насінням (апельсини, дині, ягоди, яблука)
- Плоди з соковитим м'якушем з однією великою центральною кісточкою (черешня, слива, персики)
- Сухі плоди (горіхи, боби, горох)

Фрукти є важливою складовою їжі людей та багатьох тварин.